# Yoshiaki Ogasawara
Yoshiaki Ogasawara (小笠原 義明, Ogasawara Yoshiaki, nascido em 29 de abril de 1954) é um ex-ciclista olímpico japonês. Ogasawara representou seu país durante os Jogos Olímpicos de Verão de 1976, em Montreal. Também foi um ciclista profissional keirin.